# گن ساتو
گِن ساتو  (به انگلیسی: Satō Gen؛ زادهٔ ۲۲ مارس ۱۹۹۷) صدا پیشهٔ اهل ژاپن است. وی از سال ۲۰۱۷ تاکنون مشغول فعالیت بوده‌است.